# Kwatera (dowództwo)
Kwatera – siedziba dowództwa, np. Kwatera Naczelnego Dowództwa Wojsk Lądowych w Mamerkach, Kwatera Dowództwa Operacyjno-Strategicznego Unii Europejskiej, Kwatera Główna Dowództwa 2 Korpusu.

## W znaczeniu historycznym
W przeszłości pojęcie to oznaczało naczelne dowództwo lub dowództwo wielkiej jednostki w czasie wojny. W języku rosyjskim Kwatera Główna Naczelnego Dowództwa określana jest mianem Stawka.
W Armii II Rzeczypospolitej wszystkie dowództwa od brygady wzwyż określano mianem kwatery głównej:
- Kwatera Główna Naczelnego Wodza,
- Kwatera Główna Armii,
- Kwatera Główna Samodzielnej Grupy Operacyjnej,
- Kwatera Główna Grupy Operacyjnej,
- Kwatera Główna Dywizji,
- Kwatera Główna Brygady.

Kwatera główna dzieliła się w polu na dwa rzuty. Do pierwszego rzutu wchodzili: dowódca, sztab, dowódcy broni (rodzajów wojsk), dowódca etapów, dowódca żandarmerii, komendant kwatery głównej oraz część oddziału sztabowego z niezbędnym aparatem gospodarczym. Do drugiego rzutu wchodzili kwatermistrz i jego sztab oraz szefowie służb.
Pododdziały obsługi i ochrony dowództwa armii (SGO) tworzyły trzeci rzut jej kwatery głównej. W skład III rzutu wchodziły następujące pododdziały:
- kompania asystencyjna,
- kolumna samochodów osobowych,
- sąd polowy dla jednostek pozadywizyjnych,
- poczta polowa,
- pluton pieszy żandarmerii,
- pluton karabinów maszynowych,
- kompania gospodarcza.

Dla każdej armii (SGO) przewidziano jeden komplet pododdziałów łączności złożony z:
- kompanii radio,
- kompanii stacyjna,
- kompanii telefoniczno-budowlana,
- dwóch kompanii telefoniczno-kablowych,
- drużyny gołębi pocztowych,
- parku łączności.